# Roztok
Roztok – strumień w Polsce, w województwie pomorskim, w powiecie słupskim, w gminie Potęgowo.
W podziale kraju na regiony fizycznogeograficzne leży na obszarze mezoregionu Wysoczyzna Damnicka.
Ma niecałe 3 km długości. Początek bierze na północ od zabudowań osady Malczkowo, na wysokości ok. 75 m n.p.m. Płynie prawie, że równoleżnikowo w kierunku wschodnim. Uchodzi lewobrzeżnie do Łupawy, we wsi Łupawa, na wysokości 67,6 m n.p.m.